# Museo Leoncavallo (Montalto Uffugo)
Il Museo Ruggiero Leoncavallo è un museo creato nel 2010 a Montalto Uffugo, in provincia di Cosenza, dedicato al compositore Ruggero Leoncavallo che nel comune visse la sua infanzia tra il 1860 e il 1868. La Città di Montalto Uffugo è inoltre gemellata con la Città di Brissago (CH) dove c'è il museo omonimo di Brissago, dove il compositore visse e dove giacciono le sue spoglie.

## Storia
Il museo viene istituito nel 2010 su iniziativa di Graziano Mandozzi, musicista, compositore, direttore d’orchestra e profondo conoscitore dell'opera di Ruggero Leoncavallo. Graziano Mendozzi opera in collaborazione con il comune di Montalto Uffugo per la creazione del museo.
Il Museo nasce dalla necessità di aggiungere alle iniziative già organizzate nel corso degli anni, un luogo in cui celebrare in maniera permanente il musicista di origini napoletane che, in questa cittadina calabrese, visse la sua fanciullezza, tra il 1860 e il 1868.
Già nel 2007 erano state avviate attività di gemellaggio con il Museo Ruggero Leoncavallo di Brissago in Ticino.
Il museo è di proprietà comunale.

## Sede e collezioni
La sede che ospita il museo è una sala della metà del ‘400 immersa nel monumentale complesso domenicano che fu sede del convento di San Domenico, all’interno del chiostro a cui fanno da cornice le arcate che sostengono il terrazzo superiore, dove, attualmente ci sono gli uffici comunali. L’ingresso del chiostro è stato arricchito da gigantografie che riproducono scene tratte da opere di Ruggero Leoncavallo, i cui originali si trovano all’interno del museo. Ad accogliere il visitatore è una grande riproduzione di un acquerello del pittore Rocco Ferrari, che fa da prologo verso le altre e verso il museo.
Il museo presenta numerosi documenti e cimeli del compositore Ruggero Leoncavallo, che visse nella cittafina calabra di Montalto Uffugo durante la sua infanzia. Vi sono dischi, manoscritti letterari e musicali, autografi e testimonianze di un artista poliedrico vissuto a cavallo tra l'800 e il '900. I titoli presenti nel museo sono circa 1500 e divisi in categorie, esposti in una sala del '400, molto rappresentativa per la vita del compositore dell'Opera "Pagliacci" che proprio nel luogo ove a sede il museo, diede vita al Verismo Musicale.